# Sergei Monia
Sergei Aleksandrovich Monia (em russo:  Сергей Александрович Моня; Saratov, 15 de abril de 1983) é um basquetebolista profissional russo. Atualmente joga na Liga Russa de Basquetebol Profissional pelo BC Khimki.

## Carreira
Monia integrou a Seleção Russa de Basquetebol, em Pequim 2008, que terminou na nona colocação e em 2012.

## Títulos
Seleção Russa
- EuroBasket: 2007